# Winchester Model 1895

O Winchester Model 1895 (ou Winchester M1895), é um rifle de repetição por ação de alavanca desenvolvido e fabricado pela Winchester Repeating Arms Company no final do século XIX. Ele foi o último modelo de rifle desse tipo projetado por John Browning. Ele foi projetado para admitir um bom número de calibres grandes, de uso militar e para caça pesada, como: o 7,62×54mmR, o .303 British, o .30-03, o .30 Army, o .30-06, o .35 Winchester, o .38-72 Winchester, o .40-72 Winchester e o .405 Winchester.

## O projeto
O Model 1895 foi o primeiro rifle da Winchester a apresentar um carregador localizado em baixo do mecanismo de repetição em vez do carregador tubular, que vinha sendo usado desde o Model 1866. Isso permitiu que o rifle suportasse cartuchos militares e de caça pesada que utilizavam a bala Spitzer (pontiaguda).[carece de fontes?]
O Model 1895 é o mais potente rifle por ação de alavanca que a Winchester produziu, projetado para suportar as maiores pressões geradas pelos cartuchos de pólvora sem fumaça mais potentes que entravam em uso regular quando ele foi introduzido. Para os padrões atuais no entanto, o desenho é considerado relativamente fraco, e inadequado para cargas de alta pressão.
Por volta do número de série 5000, foi introduzido um novo perfil de câmara, que possuía lados chanfrados em oposição aos originais que eram retos. Isso permitiu uma pequena redução de peso e aumentou a largura em 1/16 de polegada. Os rifles com a câmara com as laterais retas são hoje extremamente raros.